# Ministre de Comunicacions
El Ministre de Comunicacions era el ministre del Govern d'Irlanda creat per la Ministers and Secretaries (Amendment) Act, 1983 per a substituir el Ministre de Correus i Telègrafs. En 1991 les funcions dels ministres foren traspassades al reanomenat Ministre de Turisme, Transport i Comunicacions i el departament deixà d'existir (les funcions ara són transferides al Ministre de Comunicacions, Energia i Recursos Naturals).

## Ministre de Comunicacions 1984–1991
Parties
| Núm. | Nom          | Mandat             | Mandat              | Taoiseach | Taoiseach         |
| ---- | ------------ | ------------------ | ------------------- | --------- | ----------------- |
| 1    | Jim Mitchell | 2 de gener de 1984 | 10 de març de 1987  |           | Garret FitzGerald |
| 2    | John Wilson  | 10 de març de 1987 | 31 de març de 1987  |           | Charles Haughey   |
| 3    | Ray Burke    | 31 de març de 1987 | 6 de febrer de 1991 |           | Charles Haughey   |